# 塔斯曼尼亞鴯鶓
塔斯曼尼亞鴯鶓（Dromaius novaehollandiae diemenensis）是塔斯曼尼亞一種已滅絕的鴯鶓亞種。牠們與其他島上的鴯鶓（如王島鴯鶓及袋鼠島鴯鶓）不同，有足夠的數量，並沒有小群族的影響。故此，塔斯曼尼亞鴯鶓並沒有成為一個獨立的物種，而其亞種的地位亦受人所質疑，因其大小與外觀在一些主島鳥類也可見到。現時只餘下牠們的亞化石骨頭，而其標本已經遺失。

## 滅絕
塔斯曼尼亞鴯鶓因被當作是害蟲而被獵殺。再者，放火清除草原或叢林作為農地亦破壞了牠們的棲息地。大英博物館於1838年接收了兩個標本。在牠們滅絕後，就引入了主島的鳥類，故相信牠們約於1850年消失。於1865年的觀察報告及1873年飼養下死亡的報告都未能確實是塔斯曼尼亞鴯鶓。另外於法蘭克福的標本則並非塔斯曼尼亞鴯鶓。